# Mistrzostwa Świata FIBT 2008
Mistrzostwa Świata FIBT 2008 odbywały się w dniach 15–24 lutego 2008 w Altenbergu odbyły się trzy konkurencje bobslejowe, dwie skeletonowe oraz konkurencja mieszana bobslejowo-skeletonowa.

## Skeleton
- Data: 21-22 lutego 2008

### Mężczyźni
| Miejsce | Sportowiec           | Narodowość        | Czas    |
| ------- | -------------------- | ----------------- | ------- |
| 1       | Kristan Bromley      | Wielka Brytania   | 3:54.71 |
| 2       | Jon Montgomery       | Kanada            | 3:55.39 |
| 3       | Frank Rommel         | Niemcy            | 3:55.45 |
| 4       | Florian Grassl       | Niemcy            | 3:55.50 |
| 5       | Martins Dukurs       | Łotwa             | 3:56.20 |
| 6       | Zach Lund            | Stany Zjednoczone | 3:56.28 |
| 7       | Sebastian Haupt      | Niemcy            | 3:56.65 |
| 8       | Jeff Pain            | Kanada            | 3:56.76 |
| 9       | Aleksandr Trietjakow | Rosja             | 3:56.90 |
| 10      | Adam Pengilly        | Wielka Brytania   | 3:56.96 |

### Kobiety
- Data: 22-23 lutego 2008

| Miejsce | Zawodnik                       | Narodowość        | Czas    |
| ------- | ------------------------------ | ----------------- | ------- |
| 1       | Anja Huber                     | Niemcy            | 4:02.78 |
| 2       | Katie Uhlaender                | Stany Zjednoczone | 4:03.08 |
| 3       | Kerstin Jürgens                | Niemcy            | 4:03.90 |
| 4       | Michelle Kelly                 | Kanada            | 4:04.07 |
| 5       | Amy Williams                   | Wielka Brytania   | 4:04.12 |
| 6       | Mellisa Hollingsworth-Richards | Kanada            | 4:04.83 |
| 7       | Marion Trott                   | Niemcy            | 4:05.01 |
| 8       | Sarah Reid                     | Kanada            | 4:06.82 |
| 9       | Maggie Davies                  | Wielka Brytania   | 4:08.02 |
| 10      | Swietłana Trunowa              | Rosja             | 4:08.03 |

## Bobsleje

### Mężczyźni

#### Dwójki
- Data: 16 – 17 lutego 2008

| Miejsce | Narodowość        | Zawodnik                            | czas    |
| ------- | ----------------- | ----------------------------------- | ------- |
| 1       | Niemcy            | André Lange Kevin Kuske             | 3:40.58 |
| 2       | Niemcy            | Thomas Florschütz Mirko Pätzold     | 3:41.64 |
| 3       | Rosja             | Aleksandr Zubkow Aleksiej Wojewoda  | 3:41.97 |
| 4       | Niemcy            | Matthias Höpfner Alex Mann          | 3:42.05 |
| 5       | Szwajcaria        | Ivo Rüegg Cédric Grand              | 3:42.40 |
| 6       | Czechy            | Ivo Danilevič Jan Stokláska         | 3:43.56 |
| 7       | Łotwa             | Jānis Miņins Daumants Dreiškens     | 3:43.71 |
| 8       | Rosja             | Jewgienij Popow Aleksiej Andriunin  | 3:44.03 |
| 9       | Austria           | Wolfgang Stampfer Martin Lachkovics | 3:44.07 |
| 10      | Stany Zjednoczone | Steven Holcomb Curtis Tomasevicz    | 3:44.17 |

#### Czwórki
- Data: 23 – 24 lutego 2008

| Miejsce | Narodowość        | Zawodnik                                                                    | czas    |
| ------- | ----------------- | --------------------------------------------------------------------------- | ------- |
| 1       | Niemcy            | André Lange René Hoppe Kevin Kuske Martin Putze                             | 3:36.26 |
| 2       | Rosja             | Aleksandr Zubkow Roman Oriesznikow Dmitrij Trunienkow Dmitrij Stiopuszkin   | 3:38.28 |
| 3       | Niemcy            | Matthias Höpfner Ronny Listner Alex Mann Thomas Pöge                        | 3:38.85 |
| 4       | Niemcy            | Thomas Florschütz Christoph Heyder Enrico Kühn Mirko Pätzold                | 3:39.07 |
| 5       | Szwajcaria        | Ivo Rüegg Tommy Herzog Roman Handschin Cédric Grand                         | 3:39.21 |
| 6       | Stany Zjednoczone | Steven Holcomb Pavle Jovanovic Steve Mesler Curtis Tomasevicz               | 3:39.52 |
| 7       | Łotwa             | Jānis Miņins Daumants Dreiškens Oskars Melbārdis Intars Dambis              | 3:39.57 |
| 8       | Austria           | Jürgen Loacker Johannes Wipplinger Jürgen Mayer Martin Lachkovics           | 3:39.60 |
| 9       | Rosja             | Dmitrij Abramowicz Piotr Moisiejew Aleksandr Uszakow Siergiej Prudnikow     | 3:39.70 |
| 10      | Rosja             | Jewgienij Popow Dmitrij Eljutin Aleksiej Sieliwierstow Jewgienij Pieczonkin | 3:40.46 |

### Kobiety

#### Dwójki
- Data: 15 – 16 lutego 2008

| Miejsce | Narodowość        | Zawodnik                            | czas    |
| ------- | ----------------- | ----------------------------------- | ------- |
| 1       | Niemcy            | Sandra Prokoff-Kiriasis Romy Logsch | 3:49.50 |
| 2       | Niemcy            | Cathleen Martini Janine Tischer     | 3:49.76 |
| 3       | Niemcy            | Claudia Schramm Nicole Herschmann   | 3:52:80 |
| 4       | Kanada            | Helen Upperton Jennifer Ciochetti   | 3:52.09 |
| 5       | Kanada            | Kaillie Humphries Shelley-Ann Brown | 3:52.53 |
| 6       | Wielka Brytania   | Nicola Minichiello Lauren Therin    | 3:53.26 |
| 7       | Stany Zjednoczone | Erin Pac Elana Meyers               | 3:53.72 |
| 8       | Szwajcaria        | Maya Bamert Anne Dietrich           | 3:53.85 |
| 9       | Stany Zjednoczone | Shauna Rohbock Valerie Fleming      | 3:54.07 |
| 10      | Holandia          | Esmé Kamphuis Urta Rozenstruik      | 3:54.30 |

## Konkurencja mieszana
- Data: 18 lutego 2008

| Miejsce | Zawodnik | Zawodnicy         | Czas    |
| ------- | --- | ----------------- | ------- |
| 1       | Sebastian Haupt Sandra Prokoff-Kiriasis Team Berit Wiacker Anja Huber Matthias Höpfner Team Alexander Mann              | Niemcy            | 3:57.20 |
| 2       | Jon Montgomery Kaillie Humphries Team Jenni Hucul Michelle Kelly Lyndon Rush Team Nathan Cross                          | Kanada            | 3:58.98 |
| 3       | Zach Lund Erin Pac Team Emily Azevedo Katie Uhlaender Steven Holcomb Team Curtis Tomasevicz                             | Stany Zjednoczone | 3:59.07 |
| 4       | Anthony Sawyer Nicola Minichiello Team Joanne John Amy Williams John Jackson Team James Devlin                          | Wielka Brytania   | 3:59.51 |
| 5       | Aleksandr Trietjakow Wiktorija Tokowa Team Jana Winogodowa Swietłana Trunowa Dmitrij Abramowicz Team Siergiej Prudnikow | Rosja             | 4:01.96 |
| 6       | Daniel Mächler Sabina Hafner Team Cora Huber Jessica Kilian David Schmid Team Markus Lüthi                              | Szwajcaria        | 4:02.88 |

## Tabela medalowa
| Miejsce | Państwo           |   |   |   | Razem |
| ------- | ----------------- | - | - | - | ----- |
| 1.      | Niemcy            | 5 | 2 | 4 | 11    |
| 2.      | Wielka Brytania   | 1 | 0 | 0 | 1     |
| 3.      | Kanada            | 0 | 2 | 0 | 2     |
| 4.      | Stany Zjednoczone | 0 | 1 | 1 | 2     |
| 5.      | Rosja             | 0 | 1 | 1 | 2     |